# Битва під Боремлем
Би́тва під Боре́млем відбулася 19 квітня (7 квітня за старим стилем) 1831 року під час Польського повстання 1831 року. Польський відділ генерала Дверницького зустрівся в бою із російським корпусом генерала Рідигера. Обидві сторони вважають цей бій своєю перемогою.

## Вступ
17  листопада 1830 р. у Варшаві, столиці Королівства (Царства) Польського, зв'язаного особистою унією з Російською Імперією, вибухнуло визвольне повстання. Царський намісник великий князь Костянтин Павлович та його війська змушені були залишити столицю, а у грудні 1830 року і всю територію «Конґресівки». 17 січня польський сейм утворив Національний уряд (Жонд Народовий), що висунув програму боротьби за відновлення Польщі в межах 1772 р. (тобто Польщі, до складу якої входила б і частина українських, литовські та білоруські землі). Керівники повстання зробили спробу поширити його за межі Польщі — на територію Литви, Білорусі і Правобережної України.
Російська армія, що вторглася на початку лютого 1831 року в Королівство, була зупинена повстанцями 25 лютого в бою під Грохувом. В кінці березня — початку квітня польські війська проводять успішні дії проти корпуса російської гвардії. Повстання в Литві ще більш ускладнює положення російських військ.

Повстання 1831 року на Правобережній Україні. Дії корпусу Дверницького й партизанських загонів

Польський сейм звернувся до населення Правобережної України з закликом взяти участь у повстанні. Тим часом на Київщині в лютому 1831 р. відбулася нарада польських поміщиків та шляхти, яка теж прийняла ухвалу про підготовку до збройного повстання і висловила побажання, щоб поміщики «дали селянам безумовну свободу». У ці дні народився знаменитий лозунг польських демократів, звернений до народів Росії: «За нашу і вашу свободу!». Для допомоги очікуваному повстанню на Правобережжя було послано дивізію під командуванням генерала Ю. Дверницького. Після кількох успішних сутичок із російськими військами шлях Дверницькому перепинив російський корпус під командуванням генерала Рідиґера. Під Боремлем, недалеко від іншого історичного поля бою, Берестечка, відбулася найбільша битва польського «листопадового повстання» на теренах України.

## Битва
Генерал Дверницький мав під своїм проводом 7000 війська із 12 гарматами. Йому протистояло 11 тисяч росіян із 36 гарматами. 18 квітня поляки навели міст через Стир в околиці Боремля, але на іншому березі річки наштовхнулися на росіян. Росіяни намагалися захопити міст, але їм це не вдалося через вправні дії польських гармашів та піхотинців.

Мапа бою під Боремлем

Наступного дня відбувся бій, у якому взяли участь всі сили сторін. Вночі Рідигер переправив свої війська на лівий берег Стиру коло Хрінників та дав наказ атакувати позицію поляків, розраховуючи на свою велику чисельну та вогневу перевагу.
Бій почався атакою польської першої лінії кінноти. Вона нанесла поразку першій лінії кінноти росіян. Російська кіннота контратакувала та відкинула поляків, але сама зазнала поразки від другої лінії польської кінноти. Полякам вдалося захопити частину російських гармат, із яких 5 вони змогли взяти з собою. Дії піхоти з обох боків були досить нерішучими, і бій припинився після сильної зливи. Обидві стороони, росіяни і поляки, у битві втратили по 500 солдатів.

## Наслідки
Незважаючи на перемогу над переважаючими російськими силами і зрозумівши, що сили повстанців на Волині слабкі й нездатні подати допомогу корпусові, Дверницький вирішив пробиватися на Поділля. Він відійшов до Берестечка, щоб там переправитися через Стир. Рідигер із переважаючими силами перешкодив йому здійснити цей намір, заступивши дорогу у Кременці. Дверницький повернув на Почаїв і Колодне; але Рідигер невідступно стежив за ним, наздогнав авангард поляків коло Вишгородка і відкинув його від цього села. Дверницькій, відрізаний від шляху на Поділля, зайняв міцну позицію коло Літинської корчми, де 15 квітня його атакували російські війська. під їхнім тиском корпус Дверницького перейшов через кордон у Східну Галичину, де його роззброїли австрійські власті. Більшість рядових солдатів повернулася до Польщі, але сам Дверницький був висланий австрійцями до Лайбаху.
Попри це, ватажки повстання на Правобережжі вирішили продовжити боротьбу, але розрізнені повстання, що відбулися на Волині, Поділлі й Київщині з початку квітня до середини червня 1831 p., закінчилися поразкою. Поразка польського повстання на Правобережжі була зумовлена тим, що його не підтримали українські селяни.
Повстання за межами Королівства незабаром було повністю придушене, а після поразки польської регулярної армії 26 травня 1831 року під Остроленкою польське командування повністю втратило ініціативу. 26 серпня 1831 р. російські війська зайняли Варшаву і придушили повстання в самій Польщі.
Російський уряд розпочав репресії після придушення повстання, скасував конституцію польської держави, а на Правобережній Україні почав кампанію за знищення польського культурного впливу, що включала заборону греко-католицької церкви у Російській Імперії і насильницьке навернення уніатів до православ'я.